# اصل مکملیت
اصل مکملیت که در ۱۹۲۷ توسط نیلز بوهر معرفی شد، یکی از اصول بنیادین فیزیک کوانتوم است که با تفسیر کپنهاگی نزدیکی بسیار دارد. این اصل بیان می‌کند که اشیا دارای خصوصیات مکمل هستند که نمی‌توان آن‌ها را به‌طور همزمان مشاهده یا اندازه گیری نمود.

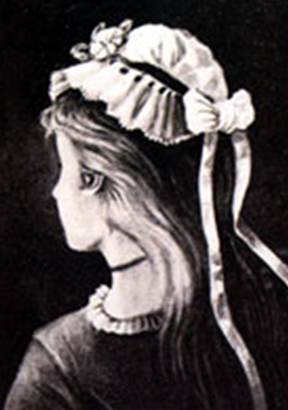
برای نمونه؛ در نگارهٔ معروف خطای دید «زن و مادر زنم»، اگر طرح کلی دختر را شناسایی کنید، می‌توانید تصویر دختر را ببینید و اگر طرح کلی پیرزن را شناسایی کنید، می‌توانید تصویر دختر را ببینید. تصویر پیرزن به طور مشابه، در مکانیک کوانتومی، اگر آزمایش ذرات را انتخاب کنید، اگر آزمایش موجی را انتخاب کنید، امواج را هرگز نمی‌توانید مشاهده نمایید.

## مثال‌های بور
مثالهایی از این خصوصیات که بور در نظر گرفت:
- مکان و تکانه
- انرژی و زمان
- اسپین در جهاتهای مختلف(مثلاً در جهت X و Z)
- خاصیت موج-ذره
- مقدار میدان و بار در مکان مشخص
- درهمتنیدگی و همبستگی

مثال دیگر شامل:
- قطبیت فوتون